# Pahang (staat)
Pahang is een van de dertien staten van Maleisië. Pahang is na Sarawak de grootste staat van Maleisië. De hoofdstad van de staat is Kuantan, een van de grootste steden van het land.

## Geografie en demografie

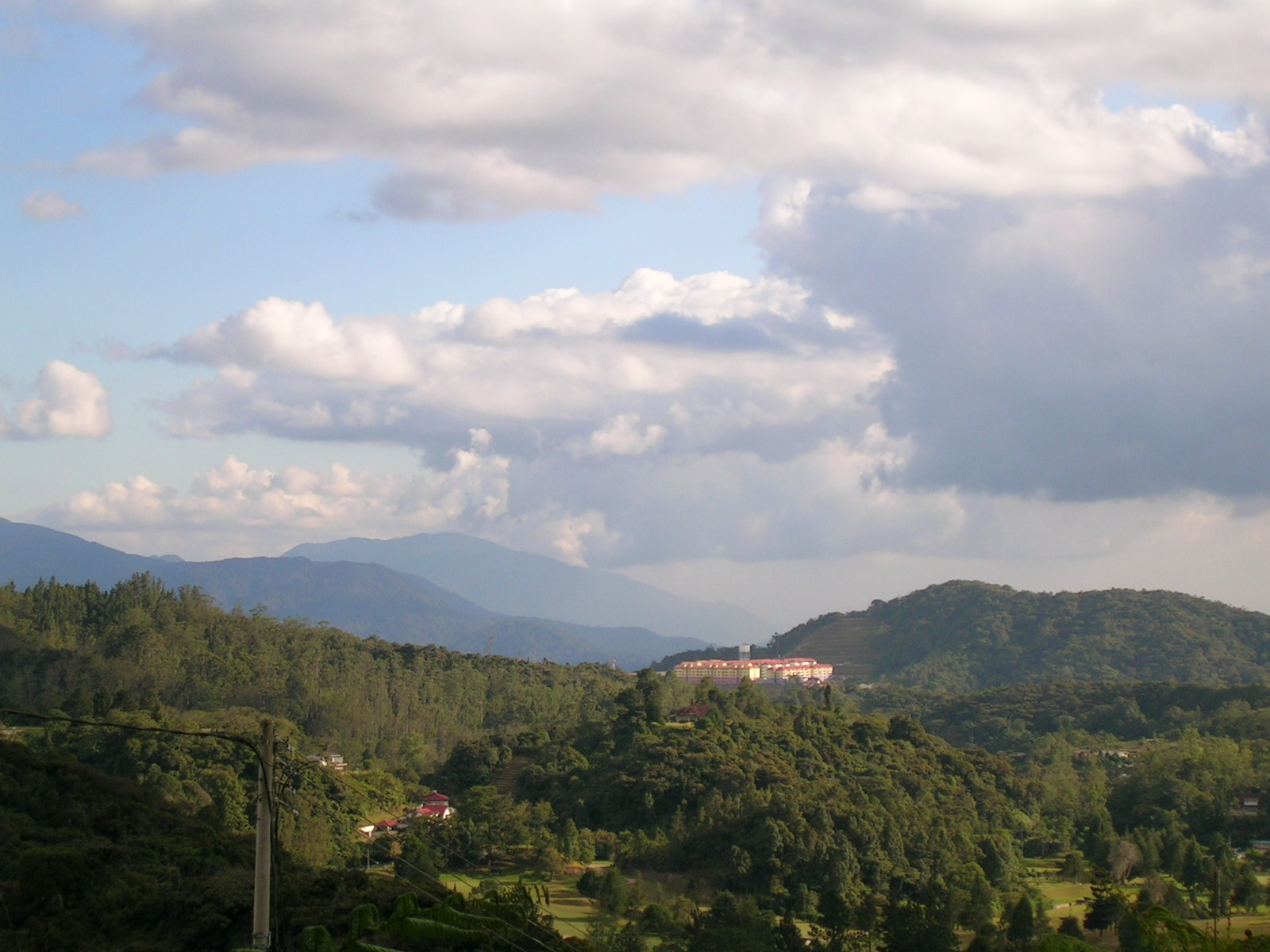
Uitzicht over de Cameron Highlands.

Pahang grenst aan Kelantan in het noorden, Perak, Selangor en Negeri Sembilan in het westen, en Johor in het zuiden.
Pahang grenst in het noordoosten nog aan Terengganu, maar het grootste gedeelte van het oosten ligt aan de Zuid-Chinese Zee.
Pahang kent twee hoogvlaktes, de Cameron Highlands en de Genting Highlands. Laatstgenoemde wordt ook wel gezien als het Las Vegas van Maleisië, omdat het enige casino van Maleisië er staat.
De bevolking bestaat uit 1 miljoen autochtone Maleisiërs en Bumiputra, 233.000 Chinese Maleisiërs, 68.500 Indiase Maleisiërs, 13.700 andere volkeren en 68.000 mensen zonder de Maleisische nationaliteit.

### Grote en belangrijke steden
- Cherating
- Kuala Lipis
- Kuala Temerloh
- Kuantan
- Pekan
- Temerloh

### Regenwoud
In het zuiden van Pahang ligt het grootste nationale park van Maleisië; het Taman Negara National Park. In dit park leven veel zeldzame en bedreigde diersoorten, zoals dwergherten, tapirs, luipaarden en tijgers. Het hoogste punt van Pahang, Gunung Tahan, ligt ook in dit regenwoud.
De regenwouden, die overigens een groot deel van Pahang beslaan, zijn zeker 130 miljoen jaar oud.

## Bestuurlijke indeling
Pahang is onderverdeeld in elf districten:
- Bera
- Bentong
- Cameron Highlands
- Jerantut
- Kuantan
- Lipis
- Maran
- Pekan
- Raub
- Rompin
- Temerloh